# Lalalay
«Lalalay» (en hangul, 날라리; romanización revisada, nallari) es el cuarto sencillo digital de Sunmi. Fue lanzado el 27 de agosto de 2019 por Makeus Entertainment.

## Antecedentes y composición
El regreso de Sunmi fue anunciado el 17 de agosto de 2019, mediante un póster en sus redes sociales. «Lalalay» fue escrito por Sunmi y producido por Frants. Tamar Herman de Billboard describió el sencillo como una «canción de pop latino con elementos de la música tradicional coreana».

## Posicionamiento en listas
| Lista (2019)                                        | Mejor posición |
| --------------------------------------------------- | -------------- |
| Finlandia (Billboard Finland Digital Song Sales)    | 9              |
| Singapur (RIAS)                                     | 22             |
| Corea del Sur (Gaon Digital Chart)                  | 8              |
| Corea del Sur (K-pop Hot 100)                       | 1              |
| Estados Unidos (Billboard World Digital Song Sales) | 4              |

## Reconocimientos
| Revista  | Lista                           | Posición | Ref.  |
| -------- | ------------------------------- | -------- | ----- |
| BuzzFeed | Mejores vídeos de K-pop de 2019 | 22       | [ 9 ] |

## Historial de lanzamiento
| País   | Fecha                | Formato(s)                  | Distribuidora        |
| ------ | -------------------- | --------------------------- | -------------------- |
| Varios | 27 de agosto de 2019 | Descarga digital, streaming | Makeus Entertainment |